# IC 2677
IC 2677 је појединачна звијезда у сазвјежђу Лав која се налази на листи објеката дубоког неба у Индекс каталогу.
Деклинација објекта је + 12° 12' 53" а ректасцензија 11h 16m 20,5s.